# Calvados (spritdryck)

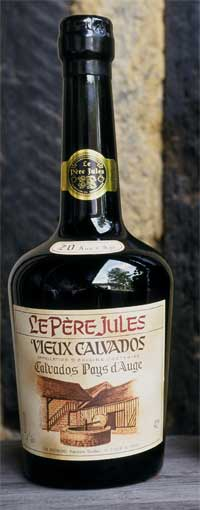
En flaska Calvados

Calvados är ett franskt äppelbrännvin som produceras i det franska departementet Calvados och några angränsande områden i regionen Normandie. Det tillverkas genom destillation av cider och lagras på ekfat innan den buteljeras.
Calvados kan drickas till kaffet, som digestif efter mat, som cocktail, som long drink eller bara med en isbit i. 
Namnet Calvados är begränsat (Appellation d'Origine Contrôlée) till produkter från Calvados-departementet och några omgivande regioner. Den mest restriktiva appellationen är Appellation Calvados Pays d'Auge som bara får tillverkas av cider från äpplen odlade i Pays d'Auge. Denna Calvados är dessutom dubbeldestillerad. Det finns även en appellation för Calvados som heter AOC Calvados Domfrontais där Calvadosen görs med både äpplen och päron och drycken måste innehålla minst 30% päron.
I Frankrike finns det även gårdstillverkning av Calvados varvid mäsken destilleras av ambulerande brännerier mot en statlig avgift som ungefär motsvarar den lokala alkoholskatten. 
Calvados som blandats med äppelmust ger aperitifdrycken Pommeau. I cocktails kan applejack ersättas med Calvados för att göra den mer exklusiv.

## Historik
Äppelodling etablerades i Normandie på 1100-talet som passade i det svalare klimatet vid atlantkusten, och det introducerades baskiska sorter med särskilt höga halter av terriner, lämpade för mustning och fermentering. Fermenteringen till cider konserverade äpplena och alkoholen skyddade också från dålig vattenkvalitet. På 1100-talet introducerades också destillationstekniken av araberna i Frankrike, och destillation av cider gav "eau de vie de cidre".
Första kända dokumenterade omnämnandet av destillation av cider gjordes av Gilles de Goubervilles, en väpnare från Contentin, som skrev dagböcker och inlägget skrevs 28 mars 1553. Enligt lokal tradition ses han som Calvadosens uppfinnare, men det är rimligt att destillat av cider framställts långt tidigare av traktens bönder.
Enligt en tradition fick äppelspriten Calvados sitt namn efter att ett spanskt fartyg, San el Salvador, på 1500-talet gick på grund på klipporna utanför Normandie och plundrades. Fylleslaget blev omtalat och Salvador förvanskades med tiden till Calvados och gav namnet på äppelspriten och därefter till området. Troligare har området namngivits av två kala klippor som fungerat om vägvisare vid kusten, kallade calva dorsa, ungefär kala ryggar.
På 1600-talet började drycken populariseras västerut över Frankrike efter att ha varit en väldigt lokal angelägenhet. Den beskattades då först hårt, på initiativ av Colbert, för att inte störa inkomster från eau de vie till staten. Export ut ur Normandie förbjöds sedan helt, vilket kvarstod till 1741.
Efter franska revolutionen fick ett av de då instiftade departementen namnet Calvados efter det informella området. När processerna för destillisering industrialiserades på 1800-talet och intresset för havsbad drog turister till kusterna fick "eau de vie de cidre de Calvados" förnyad spridning och i slutet av 1800-talet började drycken presenteras bara som Calvados. Behovet av alternativ till druvbaserade drycker förstärktes också av att vinodlingarna drabbades av vinlusen.
Under första världskriget var Normandie förskonat från stridigheter och utgjorde en lantlig idyll i skuggan av kriget. Krigsindustrin behövde alkohol till sprängmedel, vilket gjorde att produktionen ökade, även av dycken. Den industriella produktionen fortsatte under mellankrigstiden, och drycken Calvados fick dåligt rykte som en billig och stark dryck utan andra kvaliteter, som dracks på billiga och skumma barer och av alkoholister. Samtidigt arbetade lokala tillverkare för att återupprätta ryktet och återskapa Calvados som en kvalitetsprodukt med skyddat namn. De lyckades inte få ursprungs- och kvalitetsmärkningen AOC när den introducerades 1935, men 1942 kom den med.
Under efterkrigstiden förändrades dryckesvanorna, dels av amerikansk inverkan men också för att staten genomförde reformer för att minska alkoholism. Intresset för franska produkter sjönk, men även betingelserna förändrades när Normandie ställde om jordbruket så att den blev mer boskapsintensiv. Priset ökade och var inte längre alternativet på enklare barer. Kvalitetsarbetet för calvados intesifierades och flera kvalitetsmärkningar introducerades, och på 1980-talet hade Calvados till stora delar återtagit en position som kvalitativt val som aperitif eller i cocktails.

## Uttal
Calvados (liksom departementet Calvados) uttalas med ett tydligt s som slutljud, vilket avviker från normalt franskt uttal av avslutande konsonant.